# Franckstraße 2 und 4 (Ludwigsburg)

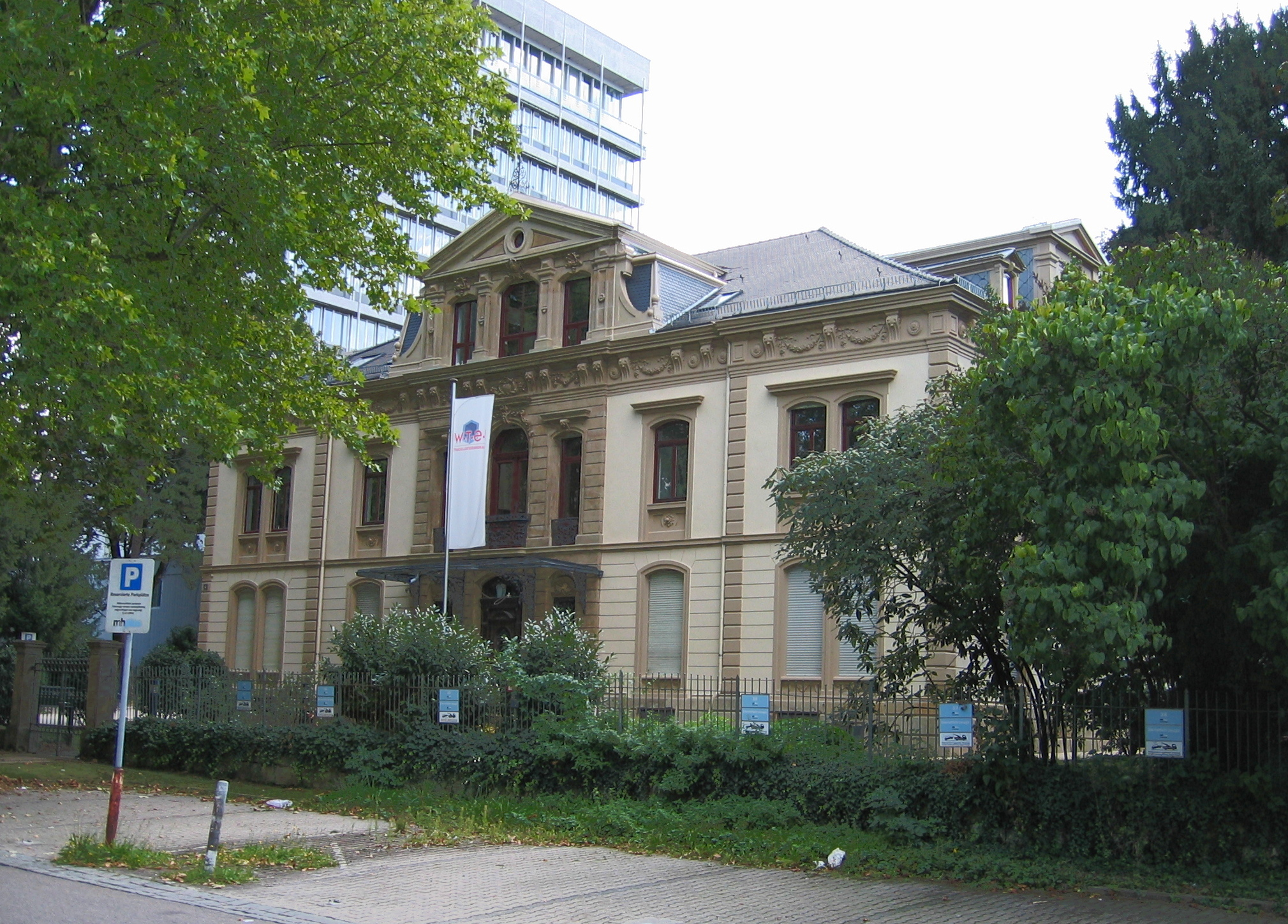
Villa Franck, Franckstraße 4

Franckstraße 2 und 4 in Ludwigsburg ist die Adresse einer ehemaligen Fabrikantenvilla mit Nebengebäude, die mittlerweile unter Denkmalschutz steht. 

## Geschichte und Beschreibung
Johann Heinrich Franck hatte noch kurz vor seinem Tod den Umzug seiner Zichorienfabrik von Vaihingen an der Enz nach Ludwigsburg, wo unter anderem ein Bahnanschluss zur Verfügung stand, in die Wege geleitet. Seine beiden Söhne Hermann und Wilhelm ließen sich daraufhin 1868 in Ludwigsburg zwei Privathäuser in Ludwigsburg südlich der Franckstraße errichten. Das östliche dieser beiden Häuser, das Wilhelm Franck gehörte, ist nicht erhalten geblieben. Es wurde, ebenso wie ein zwischen den beiden Villen befindliches Stall- und Remisengebäude, nach 1960 abgerissen, um Platz für den Bau des Bürohochhauses der Unifranck zu schaffen. Hermann Francks Villa hingegen, die die Hausnummer 4 trägt, ist samt dem Pavillon mit der Hausnummer 2 erhalten geblieben.
Hermann Francks Villa war ursprünglich ein bescheideneres Gebäude, das in den Jahren 1886/87 von Albert Bauder in einen barockisierenden, mit Werksteingliederung versehenen repräsentativen Bau verwandelt wurde. Die feste Ausstattung im Inneren aus der Zeit dieser Umgestaltung ist zu einem großen Teil erhalten geblieben.
Der Gartenpavillon im Schweizerstil stammt aus der Zeit um 1880. Es handelt sich dabei um einen Fachwerkbau mit kreuzförmigem Grundriss, der eine übergiebelte Laube besitzt.
Auch die alte Einfriedung des Parks ist noch vorhanden.